# Lake Bullen Merri
Der Lake Bullen Merri, auch Lake Bullenmerri geschrieben, ist ein Maar bei Camperdown in Victoria, Australien, das vor etwa 20.000 Jahren bei einem Vulkanausbruch entstand. In geringer nördlicher Entfernung zum Lake Bullen Merri liegt der Lake Gnotuk, ein einzelnes kleines Maar, das 40 m tiefer liegt. 
Der Lake Gnotuk erreicht lediglich eine Wassertiefe von 20 Metern und hat einen doppelt so hohen Salzgehalt wie Meerwasser und er hat nur die Hälfte der Fläche des Lake Bullen Merri.
Der Lake Bullen Merri erweckt den Eindruck, dass es sich um zwei miteinander verbundene Maare handelt, weil die Form eines dreiblättrigen Kleeblatts entstanden ist. Der Lake Bullen Merri ist ein Maar, das den Lake Gnotuk Mitte des 19. Jahrhunderts flutete. Der Lake Bullen Merri ist 60 m tief und mit Brackwasser gefüllt. 
Ferner zeigten Untersuchungen der Sedimente in beiden Seen, dass der Salzgehalt in den letzten 10.000 Jahren wechselte und die Wasserhöhe in beiden See in den letzten 100 Jahren kontinuierlich fiel. Dies kann an den Spuren des Wasserstands an den Uferlinien abgelesen werden.
Das Uferende des Lake Bullen Merri wurde im späten 19. Jahrhundert von James Dawson mit einem Stein markiert und man kann so erkennen, dass der Wasserstand in den letzten 100 Jahren gefallen ist.
In der Nähe des Lake Bullen Merri fand im Jahr 1839 das Murdering-Gully-Massaker an den Aborigines der Djargurd Wurrung statt. Dieses Gewässer wird von Anglern und Schwimmern aufgesucht und wurde im Januar 2012 wegen des Auftretens giftiger Algen gesperrt.